# Synodus scituliceps
Synodus scituliceps е вид лъчеперка от семейство Synodontidae. Видът не е застрашен от изчезване.

## Разпространение и местообитание
Разпространен е в Гватемала, Еквадор, Колумбия, Коста Рика, Мексико, Никарагуа, Панама, Перу, Салвадор, Хондурас и Чили.
Среща се на дълбочина от 0,5 до 220 m, при температура на водата от 18,1 до 23 °C и соленост 33,8 – 35,3 ‰.

## Описание
На дължина достигат до 41,2 cm, а теглото им е не повече от 440 g.